# Didelotia idae
Didelotia idae là một loài rau đậu thuộc họ Fabaceae.
Loài này có ở Ivory Coast, Ghana, Liberia and Sierra Leone.
It is threatened by habitat loss.
- World Conservation Monitoring Centre 1998. Didelotia idae[liên kết hỏng]. 2006 IUCN Red List of Threatened Species.  Truy cập 19 tháng 7 năm 2007.